# Arrade linecites
Arrade linecites är en fjärilsart som beskrevs av William Schaus 1916. Arrade linecites ingår i släktet Arrade och familjen nattflyn. Inga underarter finns listade i Catalogue of Life.